# Qorashina
Qorashina – osiedle typu miejskiego w Uzbekistanie, w wilajecie kaszkadaryjskim. Stolica tumanu Dehqonobod. W 2002 roku zamieszkane przez 8,4 tys. osób.